# Lindoeste
Lindoeste là một đô thị thuộc bang Paraná, Brasil. Đô thị này có diện tích 361,368 km², dân số năm 2007 là 5498 người, mật độ 15,9 người/km².